# Carol Musyoka
Carol Musyoka (sinh năm 1963) là một luật sư, giám đốc điều hành doanh nghiệp và là doanh nhân người Kenya. Bà là người sáng lập và là giám đốc điều hành của Carol Musokya Consulting Limited, một công ty tư vấn có trụ sở tại Nairobi.

## Bối cảnh và giáo dục
Musyoka sinh ra ở Kenya và theo học trường đại học địa phương. Bà lấy bằng Cử nhân Luật của trường Đại học Nairobi vào tháng 7 năm 1996. Sau đó, vào tháng 5 năm 1998, Bà lấy bằng Thạc sĩ Luật từ Trường Luật Cornell, ở Ithaca, New York, Hoa Kỳ.
Kinh nghiệm làm việc
Trong một năm sau khi tốt nghiệp Đại học Cornell, Musokya đã làm việc với tư cách là giám đốc dự án tại các nhà quản lý quỹ châu Phi hiện đại, có trụ sở tại Washington, DC cho đến năm 1999. Năm 1999, Bà trở về Kenya và được thuê bởi Citibank Kenya. làm việc trong khả năng đó trong bốn năm cho đến năm 2003.
Năm 2003, bà được Ngân hàng Barclays của Kenya thuê làm quản lý quan hệ cấp cao, làm việc trong cương vị này trong hai năm tới, trước khi được thăng chức Giám đốc công ty, một vị trí mà Musyoka đã giữ trong hai năm cho đến năm 2007. Trong một năm từ năm 2007 đến năm 2008, bà là Giám đốc điều hành của Ngân hàng K-Rep, trước khi đổi tên thành Ngân hàng Sidian. Năm 2008, bà đã tham gia tư vấn tư nhân.